# Lepidostoma propriopalpus
Lepidostoma propriopalpus is een schietmot uit de
familie Lepidostomatidae. De soort komt voor in het Oriëntaals gebied.